# Sarvangasana

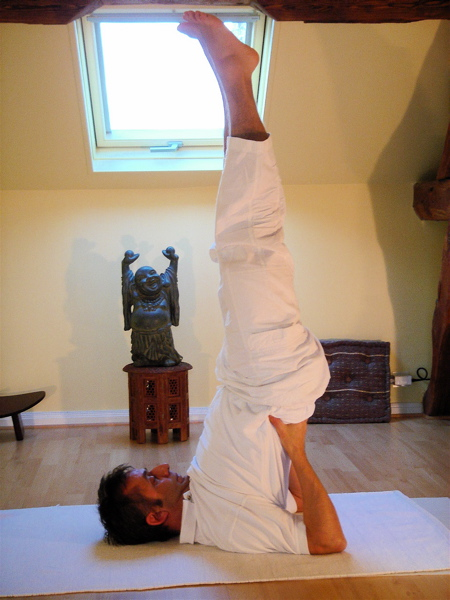
Sarvangasana

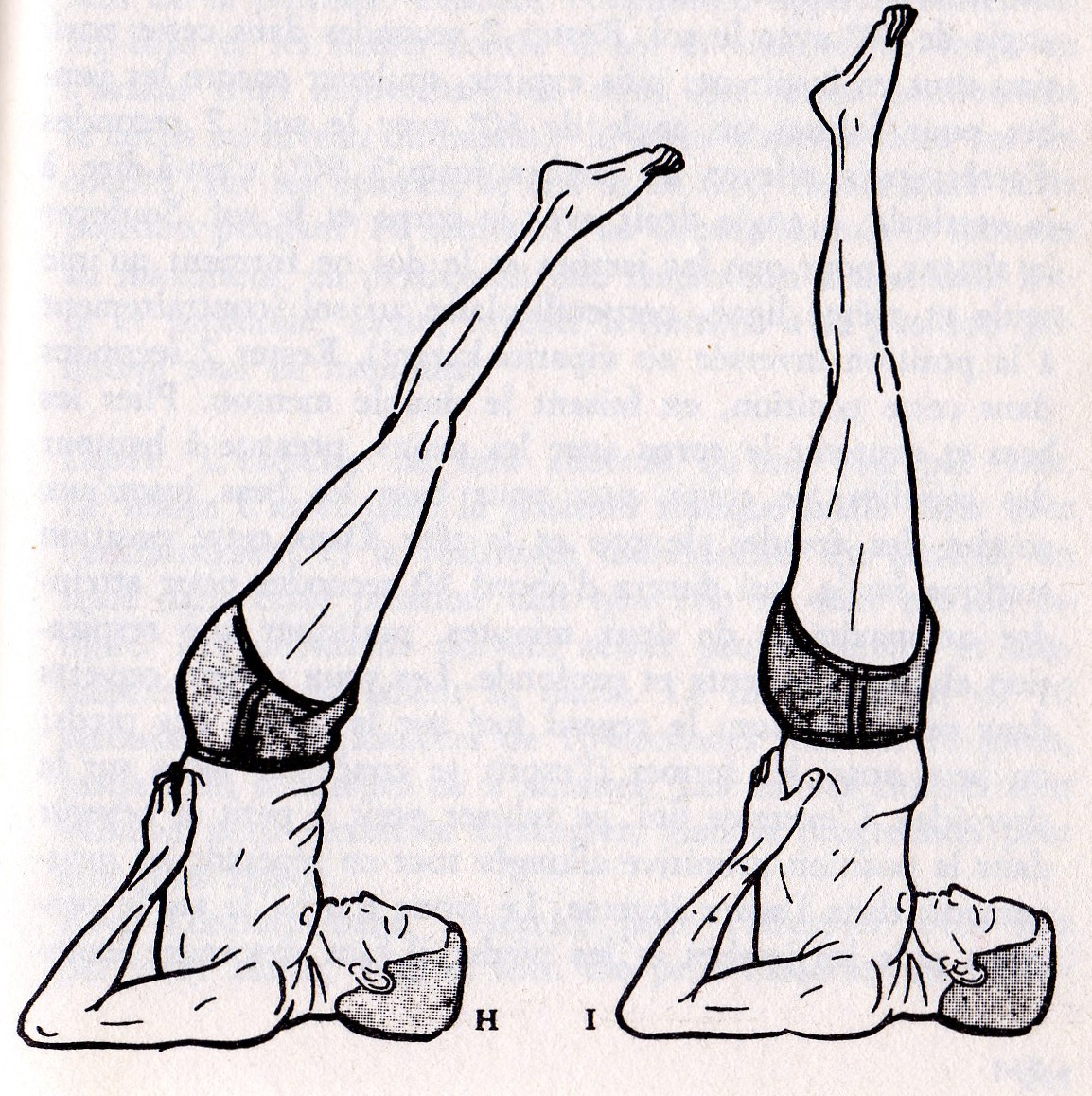
Le due fasi di Sarvangasana: a sinistra, la prima parte con le gambe inclinate di 45 gradi rispetto alla verticale (o Ardha Sarvangasana), a destra, la seconda parte con la schiena completamente verticale (o Sarvangasana).

Sarvangasana, ovvero posizione della candela o semplicemente posizione capovolta, è una āsana di Hatha Yoga della categoria delle "posizioni capovolte". Deriva dal sanscrito "sarva" che significa "tutto, completo", "anga" che significa "corpo, membra" e "āsana" che significa posizione.

## Scopo della posizione
La posizione ha lo scopo di allungare le cervicali, di facilitare l'irrorazione della zona cerebrale di sangue e nel contempo consente il deflusso di liquidi dalle gambe e dalle viscere, grazie all'effetto della forza di gravità. La posizione in fase statica, se ben realizzata, può essere mantenuta per diversi minuto con uno sforzo fisico trascurabile, in quanto l'asana si mantiene trovando il perfetto punto di equilibrio dei pesi.

## Posizione
Posizionarsi distesi supini e, inspirando, alzare le gambe alla verticale. Estendere le gambe all'indietro oltre la testa alzando il bacino ponendo i gomiti a terra e sostenendo il bacino stesso con le mani. Inclinare le gambe a circa 45 gradi rispetto alla verticale. Dopo alcuni cicli di respirazione, addrizzare le gambe alla verticale, spostando l'appoggio delle mani alla schiena verso il basso (verso la nuca) in modo da equilibrare la posizione.

## Posizioni alternative
È possibile eseguire parte della asana, mediante Ardha Sarvangasana o "mezza candela", dal sanscrito "ardha" che significa "metà" e "sarvangasana". La posizione consiste nel fermare la fase dinamica della posizione mentre il corpo è capovolto, il bacino elevato e le gambe a 45 gradi, prima di addrizzare le gambe alla verticale.

## Dimensione dell'anima
„Non è tanto la linea severa, legata alla forma, che viene enfatizzata in questa postura, bensì piuttosto il crescere naturale in una leggerezza ricca di energia dal centro del cuore. Questo crescere è un gesto estetico dell’elemento femminile della personalità. Non le forze volitive, gli impulsi esteriori, vigorosi, ma le forze eteriche rinfrescanti della vita, con la loro discreta caratteristica levitante, pura e gioiosa determinano l’espressione di questo esercizio. Non è la tensione, ma pensare immaginativo, una dinamica rilassata e una forza edificatrice risultante da questi che conducono all’espressione femminile e aggraziata dell’esercizio.“